# Chicha Koeswoyo
Mirza Riadiani Kesuma (Yakarta, 1 de mayo de 1968), más conocida como Chicha Koeswoyo, es una cantante y actriz indonesia. Es hija de Nomo Koeswoyo, uno de los miembros del grupo de hermanos Koes Plus. Además fue directora de P.T. Chicha, donde trabajó en imágenes de movimiento en el campo de diseño de interiores, empresas, diseño gráfico y los paisajes.

## Filmografía
- Idola Remaja (1985)
- Chicha (1976)
- Gejolak Kawula Muda (1985)

## Discografía

### Chicha Koeswoyo - OST "Idola Remaja"
1. Idola Remaja
2. Dari Waktu Ke Waktu
3. Gerbang Negeriku
4. Tiada Lagi Yang Lain
5. Merekalah Aku
6. Pergi Lagi Pergi
7. Putih Pun Gelap
8. Nilai Hidup
9. Ilusi
10. Ahaa

### Chicha Koeswoyo - OST "Gejolak Kawula Muda"
1. Gejolak Kawula Muda
2. Dia Dan Aku
3. Dansa Briko
4. Jangan Lagi
5. Wajah Wajah Bicara
6. Apa Yang Kau Mau
7. Bunga Dihatiku
8. Kesan Pertama
9. Nusantara
10. Bintang Yang Tertinggi

### ÁlbumChicha Koeswoyo
- Helli
- Si Paul
- Turut Kata Mama da Papa
- Jagung Bakar
- Merpati
- Satu + Satu
- Ulang Tahun
- Si Manis
- Hop Titah
- Adikku Yang Lucu
- Menari
- Ulang Tahun ciptaan (chicha koeswoyo)
- Selamat Pagi
- Bakso Aha-aha
- Nusantara-Ku
- Barisan Topi
- Cuaca Terang
- Kasih Ibu
- Bangunlah Kawan
- Belajar Do Re Mi
- Kampung Halaman
- Bunga Anggrek
- Bunyi Lonceng
- Hari Esok Menanti
- Indahnya Pagi Ini
- Jakarta
- Jangan Berdusta
- Nusantara Indah
- Perasaan Hati
- Si Miskin
- Kursi Goyang
- Taman Mini
- Lobi-Lobi

### Chicha duet dengan Adi Bing Slamet

#### Álbumdengan Adi Bing Slamet
1. Mama Tersayang
2. Kakek dan Nenek
3. Nyanyi Bersama
4. Penyanyi Cilik
5. Ayam Berkokok
6. Pantun Sederhana
7. Ngedot
8. 1-2-3
9. Suka dan Duka
10. Dua Lolo
11. Mau Kemana
12. Mandi
13. PR

#### ÁlbumChicha dan Adi Volume 4(1979) diproduksiPurnama Record
1. Neng Chicha Bang Adi
2. Rajin dan Pandai
3. Nusantara Indah II
4. Bangun Bangun
5. Onde Onde
6. Memancing Ikan
7. Bagi Dua

### Chicha dengan iringan Candra Darusman
1. Rinduku
2. Bersamanya
3. Adikku
4. Jelang Remaja
5. Dalam Rasa Kita
6. Benahi Hidup Ini
7. Kusimpan Hasrat
8. Surat Penggemar
9. Pukul Dua Belas
10. Sapa Pertiwi